# 올렉산드르 흐보즈디크
올렉산드르 세르히요비치 흐보즈디크(우크라이나어: Олекса́ндр Сергі́йович Гво́здик, 1987년 4월 15일~)는 우크라이나의 권투 선수이다. 우크라니아 국가대표 선수로 활동했으며 2012년 하계 올림픽 남자 라이트헤비급에서 동메달을 획득했다. 프로 전향 후 2018년 라이트헤비급 WBC 챔피언에 올랐다.